# 旭川女子中学生集団暴行事件
旭川女子中学生集団暴行事件（あさひかわじょしちゅうがくせいしゅうだんぼうこうじけん）は、1996年12月に北海道旭川市の市立中学校で発生した女子生徒に対する集団性的暴行・強姦事件である。

## 事件の概要
旭川市内の中学校に通っていた女子生徒が、同じ学校の男子生徒らから2年間にわたり性暴力を受けていた。スカートめくりなどの性暴力から始まったと言われる。学校全体が事件の加害男子生徒ら以外も含めた不良らの校内暴力によって学校崩壊していた。加害者の男子生徒らは他校の生徒との暴力事件や、喫煙や窃盗などの非行を繰り返していた。また、セクハラ被害は事件の被害少女だけではなく他の女子生徒にも及んでいた。男子生徒10人は、女子生徒が1年生の時から胸や尻を触る等を繰り返し、性暴力行為はエスカレート。さらに、中学2年生の夏に男子生徒の一人の家に連れ込まれ、強姦された。
1996年6月に、その女子生徒が担任教師に性被害を告げたが、担任教師（男性）は男子生徒たちに少し注意しただけで男子生徒らは実質何もダメージを負わなかった。この事をきっかけに、性暴力はエスカレートした。
また、性行為の強要や強姦以外にも、被害者は、尿を飲まさせられたり、日常的に殴る蹴るをされたり、火のついたタバコを肛門に挿されて踊らされたり、正座させられた上に、箱状になった六角椅子を上から押し付けられ、呼吸困難で衰弱するまで抑え込まれるなど、山形マット死事件に近い拷問や殺人未遂行為も受けていたようである。
1996年12月には男子生徒10人に取り囲まれ、校内の男子トイレに連れ込まれ、6名が女性器等を触るなど。さらに、リーダー格の1名が女子生徒を強姦した直後、友人と泣いている被害少女を見た教師が女子生徒を家まで送り届け、家族が警察に通報したことで事件が発覚した。
その後、旭川家庭裁判所において3人が少年院送致、6人が試験観察、1人が保護観察処分を受けた。
担任教師らは女子生徒から被害の相談を少なくとも3回は受けたほか、わいせつ行為を目撃したこともあった。担任は被害少女が「笑みを浮かべながら」相談したなどと主張した。また、事件後、教頭は事件について公表をしなかった。
1998年4月、女子生徒と両親は「学校側が不適切な対処を行っていた」として、旭川市と教師の給料を負担している北海道を相手に慰謝料などを求め、総額4430万円の損害賠償を求める訴訟を旭川地方裁判所に起こした。
2001年1月30日、旭川地方裁判所は、判決で少女の事件全体の慰謝料を1千万円が相当と認定し、すでに加害少年グループとの間で成立している示談金860万円を差し引いた上で、少女に対して170万円、両親に対しては30万円を支払うよう、旭川市と北海道に命じた。